# Nar Bayrami
Nar Bayrami (azer. Nar Bayramı) – coroczny festiwal odbywający się w październiku lub listopadzie w rejonie Göyçay w Azerbejdżanie, poświęcony owocom granatu, ich tradycyjnym zastosowaniom i symbolicznym znaczeniom.
W 2020 roku tradycja została wpisana na listę reprezentatywną niematerialnego dziedzictwa kulturowego pod nazwą Nar Bayrami, tradycyjny festiwal owoców granatu (ang. Nar Bayrami, traditional pomegranate festivity and culture).

## Historia

Rejon Göyçay na mapie Azerbejdżanu

Pierwsza edycja festiwalu odbyła się w 2006 roku. Odtąd corocznie przy współpracy Ministerstwa Kultury Azerbejdżanu oraz władz rejonu Göyçay, który uchodzi za azerbejdżańską „stolicę granatu”, organizowane są w Göyçay na przełomie października i listopada uroczystości związane ze zbiorami tych owoców. Cieszą się one rosnącym zainteresowaniem – w edycji w 2013 roku wzięli udział oficjalni goście i przedstawiciele 20 krajów.

## Charakterystyka
W ramach festiwalu odbywa się jarmark, na którym prezentowane i udostępnione do degustacji są liczne odmiany tych owoców uprawiane w rejonie Göyçay, a także potrawy z nich przyrządzone. Prezentowana jest również sztuka i miejscowe rękodzieło. Odbywają się występy artystyczne i rozmaite konkursy. Święto kończy efektowny pokaz sztucznych ogni.

## Znaczenie

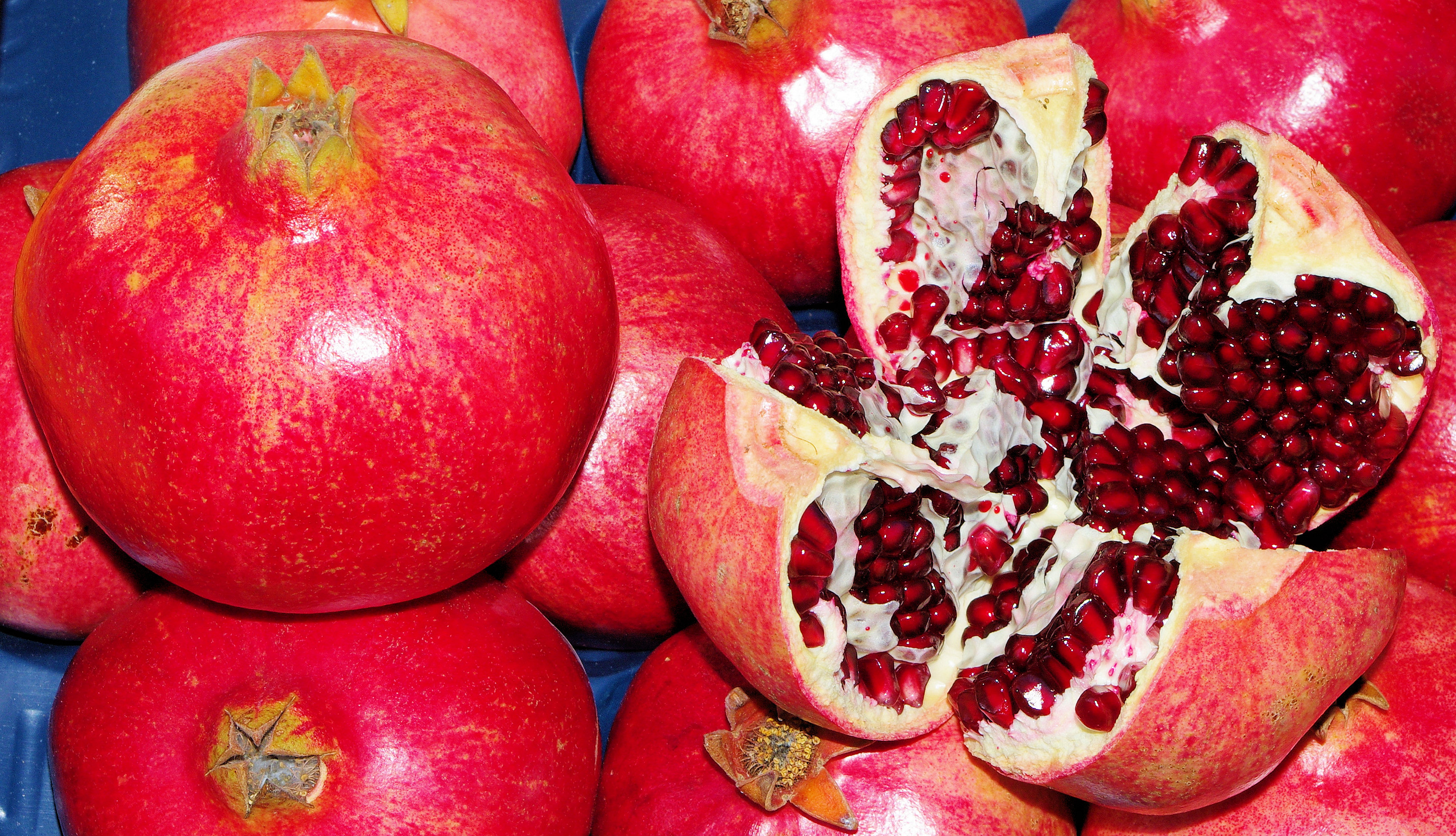
Owoce granatu

Nar Bayrami to tradycja poświęcona kulturze granatu (azer. nar), zastosowaniom tego owocu i jego symbolicznym znaczeniom. Kulturę granatu stanowi szereg praktyk, tradycji i umiejętności związanych zarówno z uprawą tych owoców w celach kulinarnych, jak również z zastosowaniem ich w kulturze i sztuce. Granat od wieków stanowi jeden z elementów dziedzictwa kulturowego Azerbejdżanu, ma swoje stałe miejsce w mitach, opowiadaniach i poezji. Owoc ten w lokalnej kulturze jest symbolem obfitości, długotrwałej produktywności oraz jest uważany za nośnik energii. W azerbejdżańskich legendach jest także przedstawiany jako symbol miłości i namiętności, zaś w wierzeniach religijnych jako symbol wieczności.
Święto jest związane także z lokalnym rolnictwem oraz producentami żywności – członkami lokalnej społeczności wiejskiej, którzy zajmując się uprawą i zbiorem granatów na co dzień mają doświadczenie i rozległą wiedzę na temat specyfiki środowiska naturalnego oraz technik zbioru, co przekazują odwiedzającym.
Coroczny festiwal granatu jest wyrazem dumy z wielowiekowej tradycji uprawy tych roślin, a także formą zachęcenia do aktywnej komunikacji między społecznością lokalną a gośćmi odwiedzającymi region w czasie trwania święta, którzy mogą się także zapoznać z innymi elementami jego kultury oraz miejscową przyrodą.

## Galeria

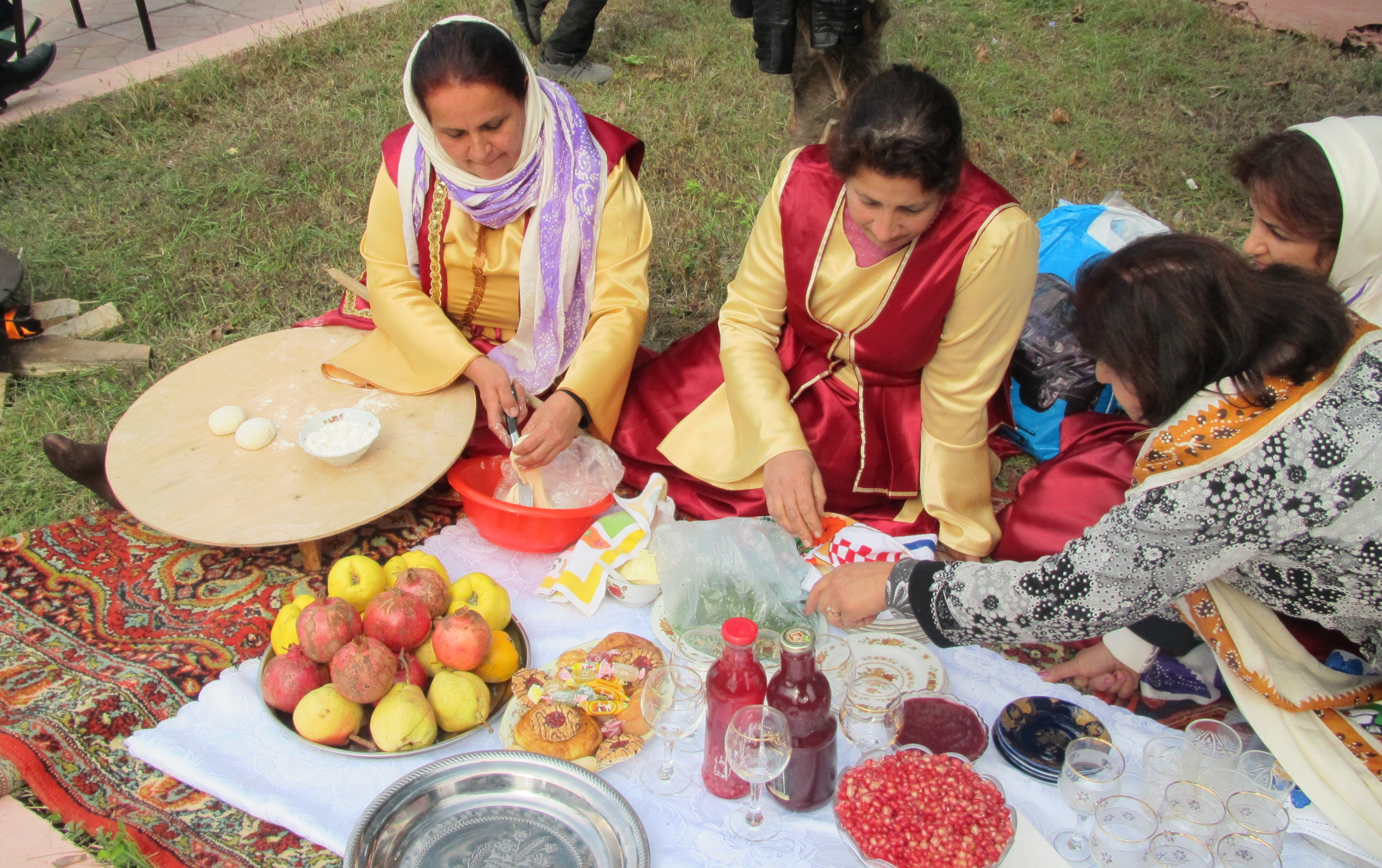
Uczestniczki festiwalu w strojach narodowych (2011)
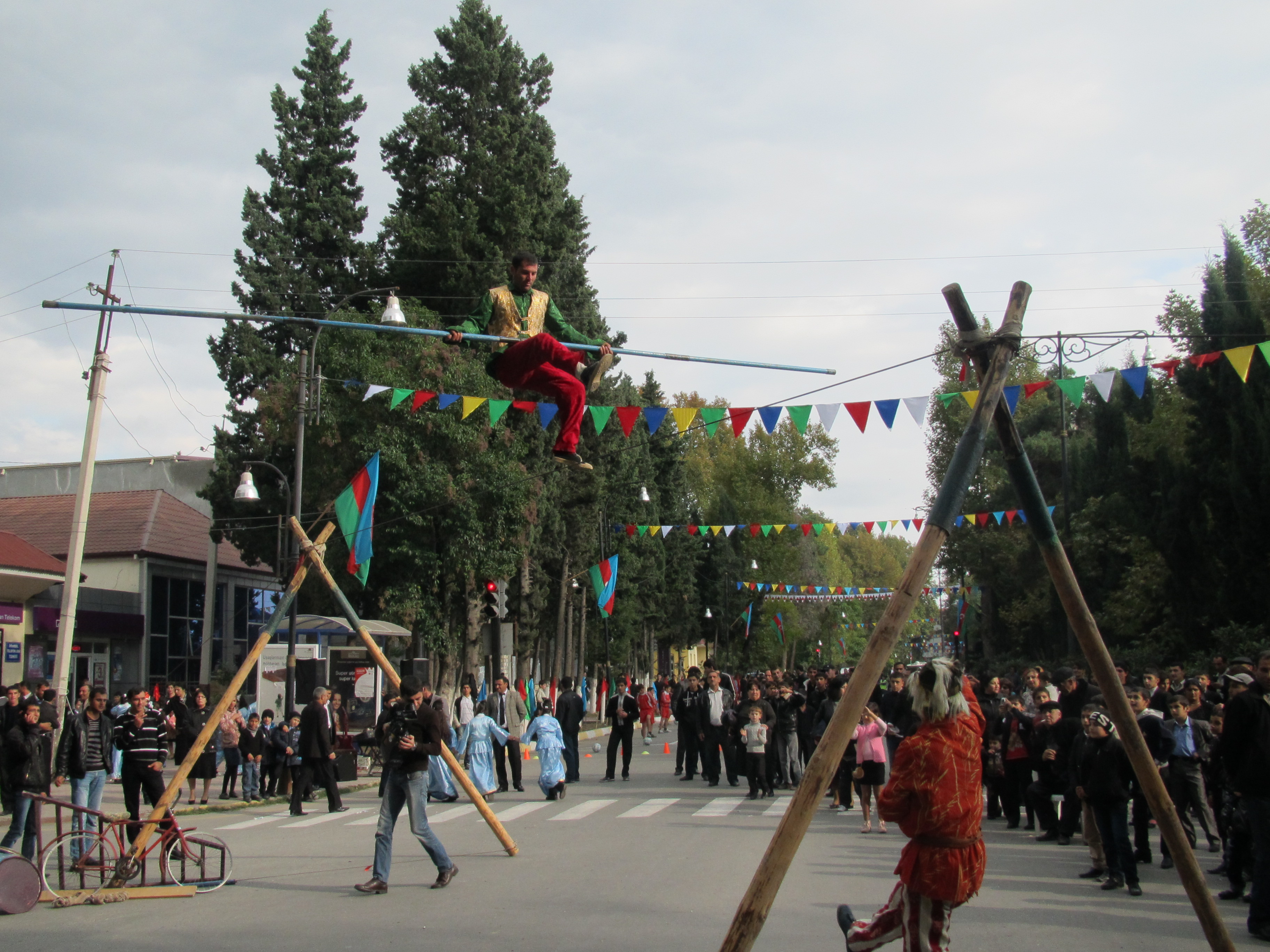
Występy akrobatów podczas festiwalu (2011)
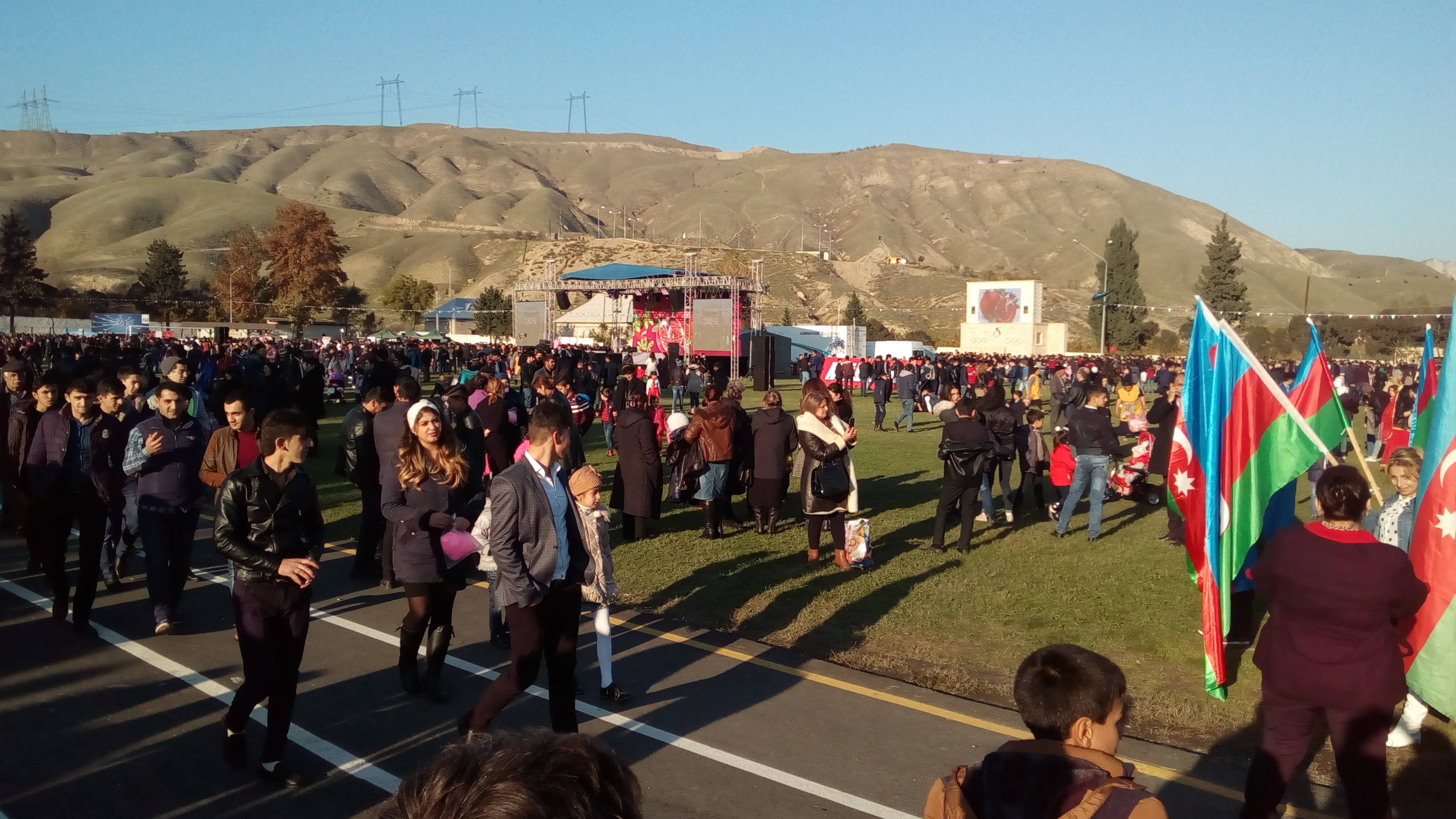
Festiwal w 2016 roku
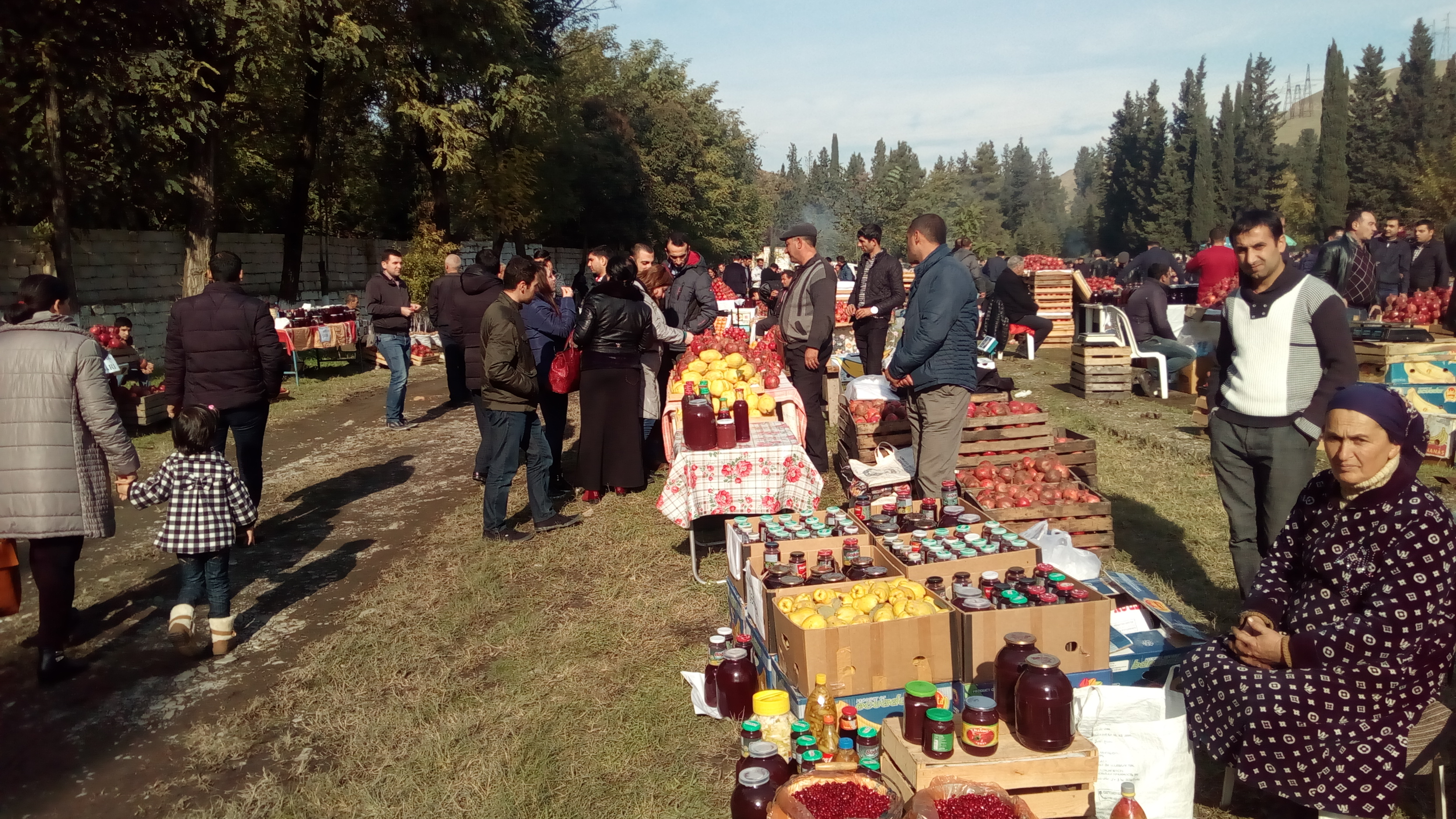
Festiwal w 2016 roku
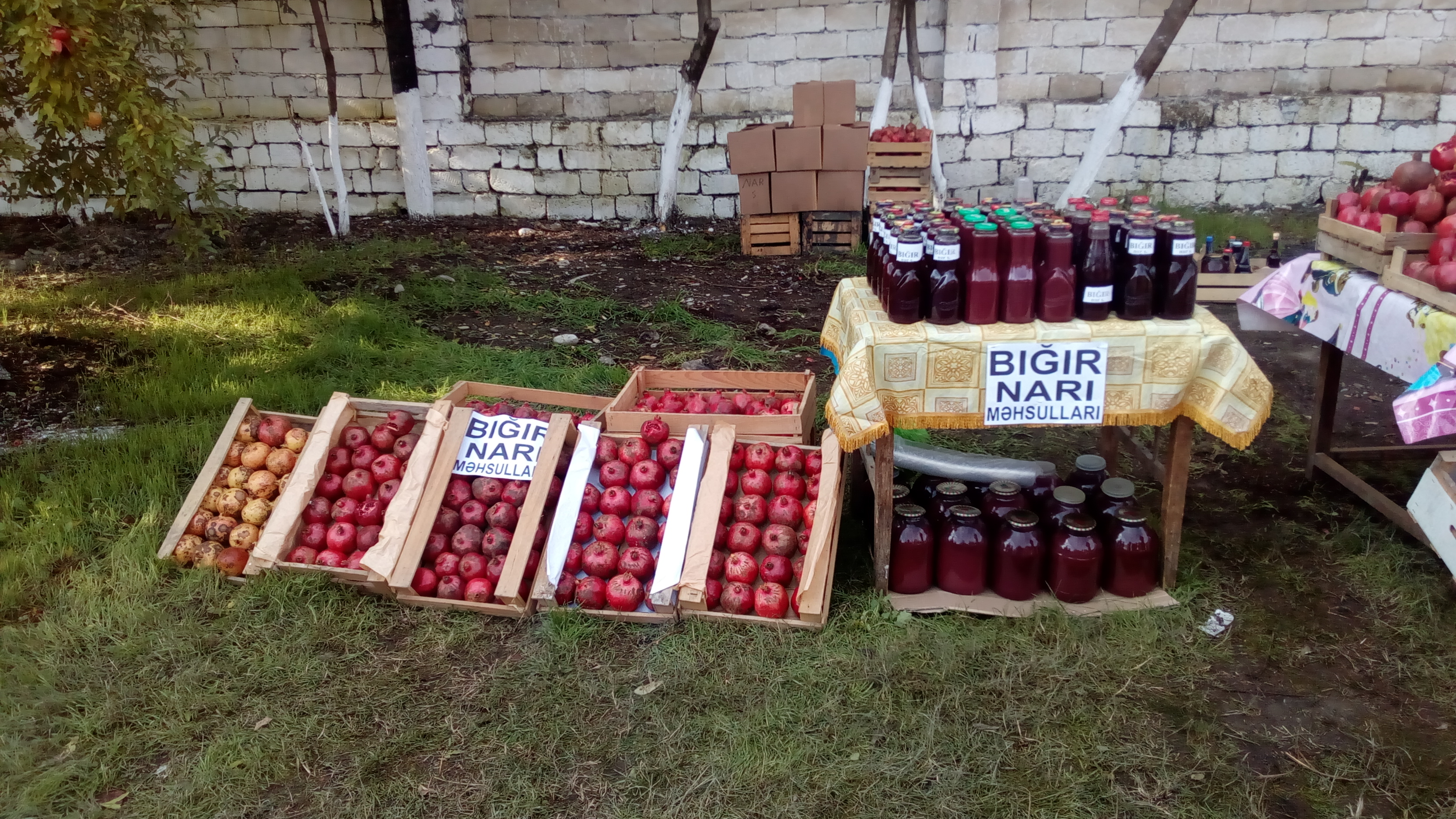
Rożne odmiany owoców i soków z granatów (2016)
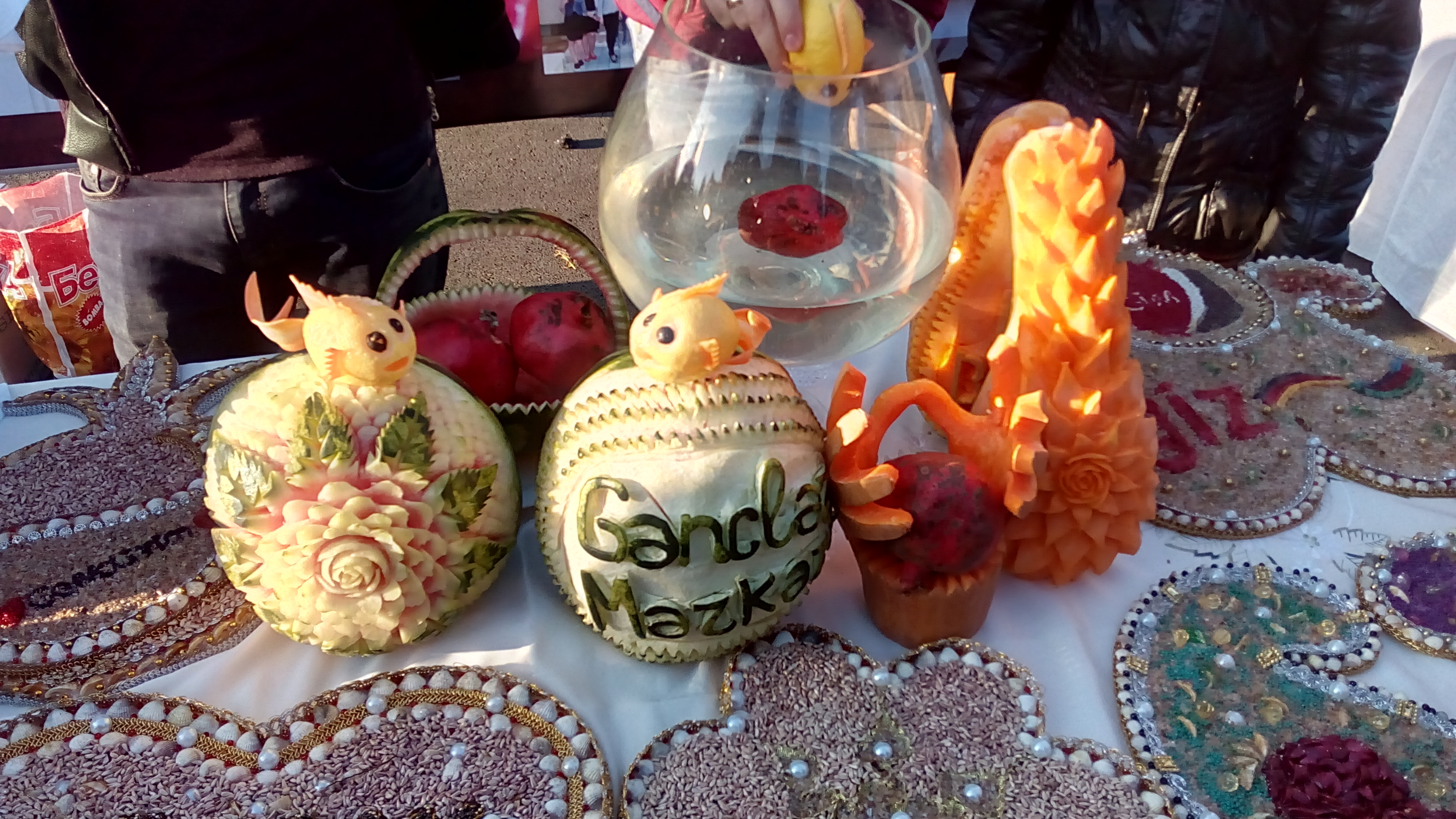
Rękodzieło wykonane z granatów (2016)